# Murihau Peak
Der Murihau Peak ist ein 2026 m hoher Berg im ostantarktischen Viktorialand. In der Royal Society Range ragt er 2,5 km westlich des Armitage Saddle aus einem ostwestlich ausgerichteten Gebirgskamm am Kopfende des Blue Glacier auf. 
Das New Zealand Geographic Board benannte ihn 1994 nach einem Begriff aus dem Māori, der für „Gegend der sanften Briese“ steht.